# 特罗莫克山
特罗莫克山（西班牙語：Toromocho），在秘鲁的胡宁大区，是一座海拔4600米的山。特罗莫克山上的铜矿被中国中國鋁業购买。 
地质勘探和采矿计划已探明矿床含有铜，钼，银，其中铜矿平均品位为0.48%，钼矿平均品位为0.019%，银矿含量为6.88克/吨。根据已探明储量，Toromocho是世界上未开采储量最大的铜矿之一，同时也是铜矿业中具有最低剥采比的超大型铜矿之一。

## 铜矿
铜矿里大约有二十亿吨铜石。中國鋁業计划从2011年开始采矿。
中國鋁業从秘鲁政府得到了许可（3,000,000,000美元）, 采矿的成本为410美元每吨(市场价为8,255美元每吨, 比 Toromocho 的价钱多20倍)。

## Morococha
山上的 Morococha 村有几百人口，采矿的时候这些人必须调迁。中国铝业会给每人提供2,000美元和居住条件。

## 外部网站
- Chinalco Perú - Aluminum Corporation of China (Chinalco) （页面存档备份，存于）（英文）